# Marvin Compper
Marvin Compper (Tübingen, 1985. június 14. –) német labdarúgó.

## Pályafutása
2002-ben a VfB Stuttgart ifjúsági akadémiájáról került a Borussia Mönchengladbach akadémiájára. 2005-ben ott kapott profi szerződést a klubtól. Marcell Jansen és Filip Daems rendszeres sérülései miatt kapott rendszeres játék lehetőséget 2006 őszén a Bundesligában. 2008 januárjában a TSG Hoffenheim csapatának játékosa lett. A csapatban hamar kezdőjátékos lett. A szezon során 17 mérkőzésen lépett pályára a bajnokságban. A 2008–2009-es szezonban a bajnokságban 30 mérkőzésen szerepelt a csapatban. A következő két szezon során 32-32 alkalommal.
2013 januárjában az Seria A-ban szereplő Fiorentina játékosa lett. 2016. június végéig írt alá új csapatához. 2013. március 3-án az Olasz labdarúgókupában az AC Siena ellen 2-1-re megnyert mérkőzésen győztes gólt szerzett. 2014 nyarán elhagyta a csapatát és az országot.
2014. augusztus 2-án csatlakozott a Bundesliga 2-ben szereplő újonc RB Leipzig csapatához. 2017 decemberében aláírt a skót Celtic FC együtteséhez, amelyhez 2018. január 1-jén csatlakozik. 2019 nyarán visszatért Németországba és az MSV Duisburg játékosa lett. 2020. augusztus 1-jén bejelentette visszavonulását és csatlakozott az edzői stábhoz.

## Válogatott
Részt vett a 2005-ös ifjúsági labdarúgó-világbajnokságon a Németország U20-as labdarúgó-válogatott tagjaként. 2008. november 19-én debütált a Német labdarúgó-válogatottban az Angol labdarúgó-válogatott ellen 2-1-re elvesztett felkészülési mérkőzésen, amikor a 77. percben Marcel Schäfer cseréjeként lépett pályára. Ezzel a TSG 1899 Hoffenheim első válogatott játékosa lett. Több alkalommal nem lépett pályára a nemzeti csapat tagjaként.

## Család
Nyugat-Németországban született Tübingen városában német anya és francia apa gyermekeként. Apja révén francia állampolgársággal is rendelkezik.

## Sikerei, díjai
- Borussia Mönchengladbach:
  - Bundesliga 2 bajnok (1): 2007–08
- Celtic:
  - Skót kupa-győztes (1): 2017–18